# 식물원

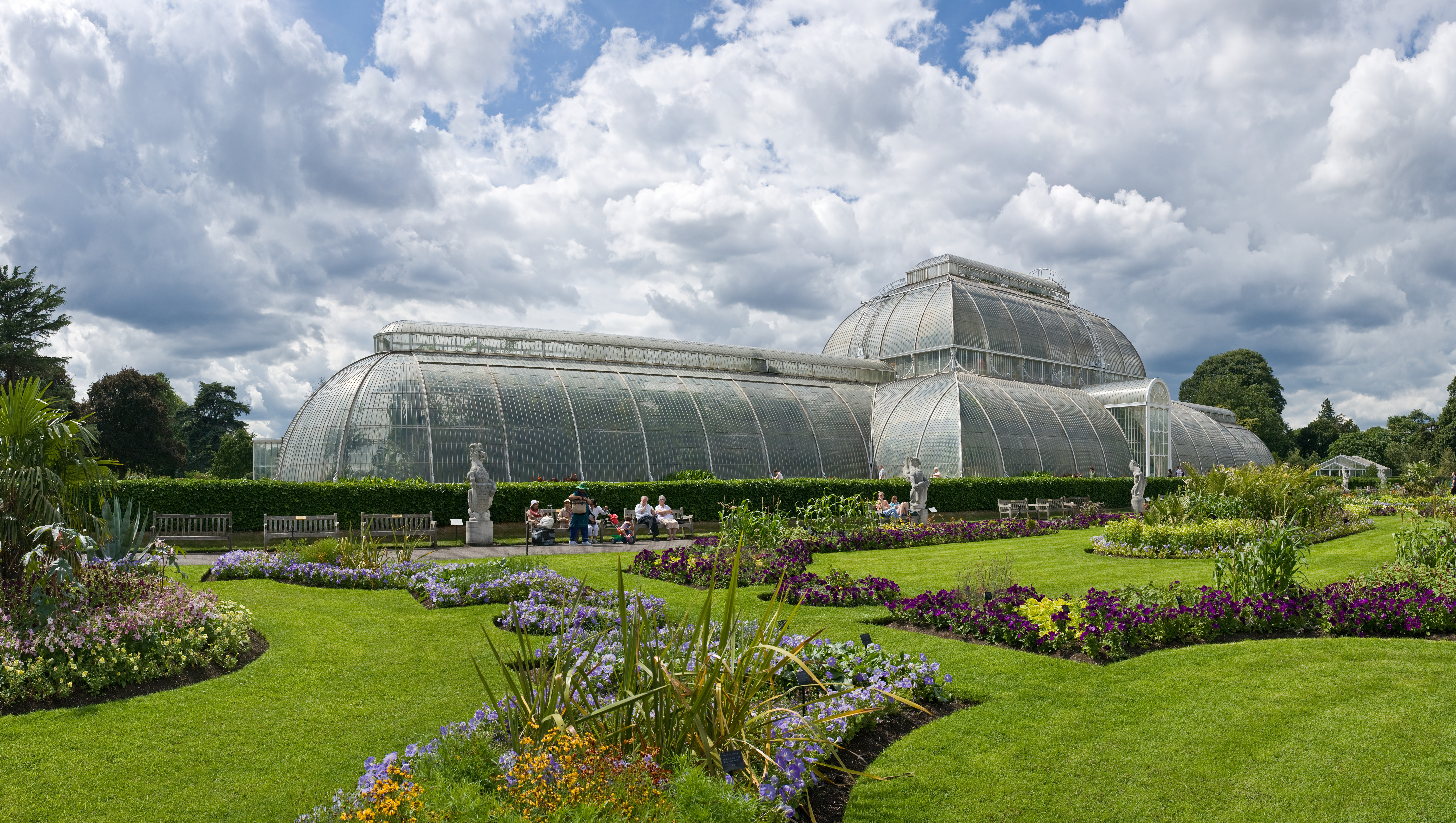
런던의 큐 식물원

식물원(botanical garden, botanic garden)은 식물명으로 표시된 다양한 식물들의 수집, 재배, 보존, 전시 등을 위한 정원이다. 선인장과 다른 다육식물, 허브정원, 세계 특수 지역의 식물 등과 같은 전문 식물 수집품을 포함할 수 있으며, 열대식물, 고산식물 또는 다른 외래 식물과 같은 특별한 수집품과 함께 온실과 그늘집이 있을 수 있다. 식물원의 방문객 서비스에는 관광, 교육 전시, 미술 전시회, 도서실, 야외 연극 및 음악 공연, 기타 오락 등이 포함될 수 있다.
식물원은 종종 대학이나 다른 과학 연구 기관들에 의해 운영되며, 식물 분류학이나 식물 과학의 다른 측면에 있는 헤르바리아와 연구 프로그램들을 종종 연관시켜왔다. 원칙적으로, 그들의 역할은 과학적 연구, 보존, 전시, 그리고 교육의 목적을 위해 문서화된 살아있는 식물의 컬렉션을 유지하는 것이다. 이것은 이용 가능한 자원과 각각의 특정한 정원에서 추구되는 특별한 이익에 의존할 것이다.
현대 식물원의 기원은 일반적으로 16세기 르네상스 이탈리아 대학 의학부에 식물학 교수들을 임명한 데서 비롯되며, 약용 정원의 큐레이션도 수반되었다. 그러나 오늘날 식물원의 목적, 내용, 청중은 고대 아테네의 리세움(Lyceum)에 있는 테오프라스토스의 웅장한 정원과 교육적인 정원과 더 흡사하다.

## 정의
전 세계 주요 식물원의 역할은 교과서 정의에 포함될 정도로 광범위하게 고려되어 왔다. 다음과 같은 정의는 1976년 코넬 대학(Cornell University)의 리버티 하이드 베일리 호토리움(Liberty Hyd Bayley Hortorium)의 직원에 의해 만들어졌다. 그것은 일반적으로 식물원과 관련된 많은 기능과 활동을 어느 정도 상세하게 다루고 있다.
식물원은 교육 및 연구를 위한 과학적 관리 하에 있는 식물들의 살아있는 컬렉션을 유지하기 위한 통제되고 인력진 있는 기관이며, 이러한 도서관, 허수아비, 실험실 및 박물관과 함께 그것의 특정한 업무에 필수적이다. 각 식물원은 인력, 위치, 범위, 가용 자금, 헌장 조건에 따라 자연스럽게 자신만의 특별한 관심 분야를 개발한다. 온실, 시험장, 화초, 수목원 및 기타 부서가 포함될 수 있다. 식물 재배 직원뿐만 아니라 과학적인 것도 유지하고 있으며, 출판은 주요 표현 방식 중 하나이다.
그런 다음 이 넓은 개요를 확장한다.
식물원은 독립된 기관, 정부 운영 기관 또는 대학 부속 기관일 수 있다. 교육기관의 학과가 있는 경우에는 교직 프로그램과 관련될 수 있다. 어떤 경우든 그것은 과학적 목적을 위해 존재하며 다른 요구에 의해 제한되거나 다른 요구에 의해 전용되어서는 안 된다. 예술적이긴 하지만 단순한 조경이나 장식용 정원이 아니며, 실험장이나 식물에 라벨이 붙어 있는 공원도 아니다. 본질적인 요소는 기업의 의도, 즉 식물지식의 습득과 보급이다.
현대의 식물원은 엄격하게 보호되는 자연적인 도시녹지로서, 관리조직이 조경 정원을 조성하고 과학연구, 교육, 공공과 같은 목적을 위해 실제 또는 잠재적 가치의 기능적 유전단위를 포함하는 살아있는 식물 및 보존된 식물 접근의 문서화된 컬렉션을 보유하고 있다. 전시, 보존, 지속 가능한 사용, 관광 및 레크리에이션 활동, 시장성 있는 식물 기반 제품 생산 및 인간 복지의 개선을 위한 서비스.
'신왕립 원예학회 정원사전'(1999)은 현재 식물원으로 알려진 다양한 종류의 단체들 가운데 과학활동이 거의 없는 공공정원이 많이 있으며, 세계야생생물기금과 IUCN이 '보타닉 가든 C'를 출시할 때 발표한 보다 축약된 정의를 인용하고 있다고 지적하고 있다.1989년 보존 전략': "식물원은 과학적으로 질서 정연하고 유지된 식물 컬렉션을 포함하고 있는 정원으로, 대개 문서화되고 라벨이 붙어 있으며, 레크리에이션, 교육, 연구를 목적으로 대중에게 공개된다." 식물원 보존 인터내셔널에 의해 "진정한 식물원의 정신을 포괄한다"는 정의로 더욱 축소되었다: "식물원은 과학적 연구, 보존, 전시 및 교육을 목적으로 살아있는 식물들의 문서화된 컬렉션을 보유하고 있는 기관이다."

### 식물원의 네트워크
전 세계적으로 현재 약 150개국(대부분 온대지방)에 약 1800개의 식물원과 수목원이 있으며, 이 중 약 550개는 유럽(그중 150개는 러시아), 200개는 북아메리카, 그리고 동아시아 지역도 점점 그 수가 증가하고 있다. 이들 정원은 연간 약 3억 명의 방문객을 끌어모은다.
역사적으로 식물원은 종자목록(이것을 라틴어라고 불렀다)의 출판을 통해 식물을 교환했다. 18세기의 세미나를 지수화한다. 이것은 식물원과 식물원 사이에 식물과 정보를 모두 옮기는 수단이었다. 비록 유전적 해적행위와 침입종의 전염 가능성이 최근 더 큰 관심을 받았음에도 불구하고, 이 시스템은 오늘날에도 계속되고 있다.
국제식물원협회는 국제생물과학연합(International Union of Betanic Scences)에 소속된 세계적인 조직으로 1954년에 결성되었다. 최근에는 '식물원을 동원하여 사람과 행성의 안녕을 위한 식물 다양성 확보에 협력자를 참여시키는 것'이라는 사명을 가진 식물원 보존 인터내셔널(BGCI)에서도 조율이 이루어지고 있다. BGCI는 118개국에 700명 이상의 회원(대부분 식물원)을 두고 있으며, 다양한 자원과 간행물을 제작하고 국제회의와 보존프로그램을 조직하여 식물보전을 위한 글로벌 전략을 적극 지원한다.
통신도 지역적으로 일어난다. 미국에는 미국공용정원협회(옛 미국 식물원 및 아르보레타 협회)가 있고, 오스트랄라시아에는 호주와 뉴질랜드의 식물원(BGANZ)이 있다.

## 역사와 발전
식물원의 역사는 식물학 자체의 역사와 밀접하게 연관되어 있다. 16세기와 17세기의 식물원은 약용원이었지만, 식물원의 생각은 유럽의 식민지와 다른 먼 땅에서 서식하는 아름답고, 이상하고, 새롭고, 때로는 경제적으로 중요한 식물 전리품들을 전시하는 것을 포함하도록 바뀌었다. 이후, 18세기에, 그들은 기능 면에서 더 교육적이 되어, 이 새로운 보물들을 주문하려고 할 때 관련 허수아비에서 일하는 식물학자들이 고안한 최신 식물 분류 시스템을 보여주었다. 그 후, 19세기와 20세기에는, 원예와 식물학의 많은 측면을 보여주는 전문가와 다양한 수집품들이 결합하는 경향이 있었다.

### 초기
특히 식물의 연구를 위해 사용된 "과학적" 정원에 대한 생각은 고대로 거슬러 올라간다.

#### - 고대사 대정원
근동 왕실 정원은 경제적인 용도나 전시용으로 이미 따로 마련되어 있고, 해외에서의 특별 수집 여행이나 군사 캠페인으로 얻은 식물들 중 일부를 포함하는 고대 정원은 기원전 2천 년부터 고대 이집트, 메소포타미아, 크레타, 멕시코, 중국이 소유하고 있던 것으로 알려져 있다. 기원전 2800년경 중국의 선릉황제는 수집가들을 먼 지역으로 보내 경제적 또는 약학적 가치가 있는 식물을 찾아냈다. 또한 스페인의 메소아메리카 정복은 네자후알코요틀 왕이 세운 테노치티틀란 정원으로서 식물원의 역사에도 영향을 미쳤다는 설이 제기되어 왔으며, 샬코(알테페틀) 등의 정원에서도 스페인 침략자들의 외관뿐만 아니라 원주민 아즈텍인들이 크게 감동하였기 때문이다. 유럽의 고전 세계보다 더 많은 약용식물을 고용했다.
이슬람 스페인의 초기 중세 정원은 미래의 식물원을 닮았는데, 그 예로 톨레도의 의사이자 작가인 이븐 와피드의 11세기 후에르타 델 레이 정원이 있다. 이것은 후에 1085년 CE에 기독교 정복이 있을 때까지 정원 고물업자 이븐 바살 (1085 CE)에 의해 점령되었다. Ibn Bassal은 그 후 세비야에 정원을 만들었는데, 대부분의 식물은 모로코, 페르시아, 시칠리아, 이집트를 포함하는 식물 탐험에서 수집되고 있다. 몽페리에르의 의과대학도 스페인 아랍의 내과 의사들에 의해 설립되었으며, CE 1250년까지 약리정원을 포함하였지만, 1593년까지 그 부지는 식물원 지위를 부여받지 못했다.

#### - 약초 재배원
식물원은, 현대적인 의미에서, 연구와 실험뿐만 아니라 의학용으로 사용할 수 있는 약초를 재배하는 것이 주된 목적이었던, 약초 재배원에서 발전되었다. 그러한 정원은 오랜 역사를 가지고 있다. 예를 들어 유럽에서는 아리스토텔레스(기원전 384년–기원전 322년)가 아테네의 리슘에 물리 정원을 두었다고 하는데, 이 정원은 교육적 목적과 식물학 연구에 사용되었으며, 이것은 그의 제자 테오프라스토스가 '보타니의 아버지'에 의해 물려받거나 혹은 설치되었을 가능성이 있다. 과학사학자들 사이에서는 이 정원이 '식물학'으로 간주될 만큼 질서 있고 과학적인 것이었는가에 대한 약간의 논쟁이 있으며, 유럽에서 가장 일찍 알려진 식물원을 1세기 플리니 장로가 언급한 식물학자 및 약리학자 안토니우스 카스토르에게 귀속시키는 것이 더 적절하다고 제안한다.
이러한 고대 정원은 오늘날 식물원의 특성을 일부 공유하였지만, 현대 식물원의 전주자들은 일반적으로 샤를마뉴 황제 (742–789 CE) 당시 로마 제국의 쇠퇴 이후 생겨난 중세 수도원 의술 정원으로 간주된다. 여기에는 주로 야채에 사용되는 정원인 호르투스, 그리고 특별히 라벨을 붙인 약용식물을 위해 마련된 또 다른 섹션이 포함되었고, 이를 약초나 호르투스 메디쿠스라고 불렀는데, 일반적으로 약초원, 비리다륨 또는 과수원이라고 한다. 이 정원들은 샤를마뉴가 그의 지배의 의학적 정원에서 사용될 73개의 허브들을 열거한 카피툴라리 드 빌리스라는 카피툴리어를 발행했을 때 아마 자극을 받았을 것이다. 이들 중 상당수는 대륙 유럽에서만 자연적으로 발생했음에도 불구하고 영국 정원에서 발견되어 초기 식물 도입을 입증하였다. 교황 니콜라스 5세는 1447년 바티칸 대지의 일부를 식물학의 가르침 증진에 이용되었던 약용식물의 정원을 위해 따로 떼어 놓았는데, 이는 1540년대에 세워진 파두아와 피사의 대학 정원에 대한 전조였다. 확실히 많은 초기의 식물원의 설립은 의료계 구성원들에 의해 선동되었다.

### 16-17세기 유럽 정원
17세기에 식물원은 식물에 대한 더 깊은 과학적 호기심에 기여하기 시작했다. 식물원이 그 과학적 또는 학문적 연관성에 의해 정의된다면, 유럽 르네상스에서 일어났던 학문의 부흥과 함께 최초의 진정한 식물원이 설립되었다. 이들은 대학과 의과대학에 부속된 세속적인 정원들로, 교육과 연구를 위한 자원으로 사용되었다. 이러한 정원들의 교육감들은 종종 국제적인 명성을 가진 식물학 교수들이었는데, 이것은 아마도 의학의 서술적 부속물이라기 보다는 독립적인 학문으로서 식물학을 창조하는 데 기여했을 것이다.

#### - 이탈리아 르네상스 시기
남유럽의 식물원은 대학 의학과와 연계되어 있으며, 북이탈리아에 오르토 보타니코 디 피사(Orto botanico di Pisa, 1544), 오르토 보타니코 디 파도바(Orto botanico di Padova, 1545), 오르토 보타니코 디 피렌제(Orto Botanico di Firenze, 1545), 오르토 보타니코 델(Orto Botico di Phrenze), 우니베르시타 디 파비아(Orto Botanico dell'Università di Pavia, 1558), 오르토 보타니코 델우니베르니타 디 볼로냐(Orto Botanico dell'Università di Bologna, 1568)가 설립되었다.

#### - 북유럽
이러한 이탈리아 정원의 전통은 북유럽지역인 스페인(Spain Botanical Garden of Valencia, 1567), 네덜란드(Hortus Botanicus Leiden, 1587; Hortus Botanicus, 1638), 독일 (Alter Botanischer Garten Tübingen, 1535; Leipzig Botanical Garden, 1580; Botanischer Garten Jena, 1586; Botanischer Garten Heidelberg, 1593; Herrenhäuser Gärten, Hanover, 1666; Botanischer Garten der Christian-Albrechts-Universität zu Kiel, 1669; Botanical Garden in Berlin, 1672), 스위스 (Old Botanical Garden, Zürich, 1560; Basel, 1589); 영국 (University of Oxford Botanic Garden, 1621; Chelsea Physic Garden, 1673); 스코틀랜드 (Royal Botanic Garden Edinburgh, 1670); 프랑스 (Jardin des plantes de Montpellier, 1593; Faculty of Medicine Garden, Paris, 1597; Jardin des Plantes, Paris, 1635), 덴마크 (University of Copenhagen Botanical Garden, 1600); 스웨덴 (Uppsala University, 1655)에 전해졌다.

#### - 식물학의 시작
16세기와 17세기 동안 최초의 식물은 동유럽과 인근 아시아에서 이들 서유럽의 주요 정원으로 수입되고 있었는데(이 정원은 많은 구근 생산을 제공했으며), 이것들은 당시의 식물 전문가들이 편리하게 연구할 수 있었다. 예를 들어, 아시아의 식물은 비엔나 대학의 식물원과 호투스 보타니쿠스 라이덴의 관리자였던 캐롤루스 클루시우스(1526–1609)에 의해 차례로 묘사되었다. 많은 식물들이 근동, 특히 튀르키예에서 온 구근 식물들에서 수집되고 있었다. 클루시우스는 네덜란드 튤립 사육과 구근 생산 산업의 기초를 닦았고, 그는 레이든에 유럽 최초의 공식적인 식물원 중 하나를 만드는 것을 도왔다. 그곳에서 그는 그의 식물들이 원래의 장소처럼 자라는 것을 가능하게 했다. 1601년 레이든의 호르투스 메디쿠스는 4등분으로 나누어진 완벽한 사각형이며, 1720년 무렵에는 마구잡이식으로 되는 것을 억제하기 위해 고안된 시스템이었다. 그리고 호르투스 아카테쿠스(hortus academicus)로 더 잘 알려지게 되었다.
17세기 중후반 파리 자르딘 데 플랜테스는 대중을 끌어들이기 위한 새로운 소개가 가장 많은 관심의 중심지였다. 영국에서는 1673년 첼시 피리 정원이 "아포테카리스 협회의 정원"으로 설립되었다. 첼시 정원은 온실이 달궈져 있었고, 1723년에는 필립 밀러(1691~1771)를 정원사로 임명했다. 그는 식물들이 전세계에서 그 안으로 쏟아져 들어오기 때문에 식물학과 원예학 모두에 큰 영향을 미쳤다. 이 정원의 황금시대는 18세기에 이르러서, 이 정원이 세계에서 가장 풍부한 식재 식물원이 되었다. 그것의 종자 교환 프로그램은 1682년에 설립되었고 오늘날에도 계속되고 있다.

### 18세기
해상 무역이 증가함에 따라, 더 많은 식물들이 먼 땅에서 전리품으로 유럽으로 들어오고 있었고, 이것들은 부유한 사람들의 사유지, 상업 보육원, 그리고 공공 식물원에 의기양양하게 전시되었다. 큐(Kew)에 있는 것과 같은 "오랑주리(Orangery)"이라고 불리는 따뜻한 온실들은 많은 식물원들의 특징이 되었다.

#### - 네덜란드령 동인도 제도
18세기는 남아프리카의 식물들의 유입으로 증가했고 네덜란드 동인도 제도와의 교역은 라이덴과 암스테르담 식물원의 황금시대와 환경보호원 건설 붐을 낳았다.

#### - 큐 왕립 식물원
큐의 왕립정원은 1759년에 설립되었는데, 처음에는 약초 재배원으로 지정된 왕립정원의 일부로 설립되었다. 초대 큐레이터인 윌리엄 에이튼(1741–1793)의 아들 찰스가 케임브리지 식물원(1762년)의 초대 큐레이터인 필립 밀러로부터 가르침을 받았다. 1759년 '피식정원'을 심었고, 1767년에는 '엑소틱정원은 유럽에서 단연 최고 부자'라는 주장이 나왔다. 왕립식물원, 케우(1759년)와 오로타바 어클림화 가든(스페인어), 테네리페(1788년)와 레알 자르딘 보타니코 데 마드리드(1755년)와 같은 정원은 탐험에서 열대지방으로 돌아오는 새로운 종을 배양하기 위해 설치되었다. 또한 새로운 열대식물원을 찾는데 도움을 주었다. 1770년대부터 프랑스와 스페인의 예를 따라 아마추어 수집가들은 공식 원예 식물식물 사냥꾼들에 의해 보충되었다. 이 시대는 유럽, 특히 영국 제국주의의 위대한 시대였는데, 그 시대는 "사상, 지식, 경제, 정치, 재화의 국제적 접근권"이었고, "발전"과 "개선"을 통한 "문명화"의 확산으로 정당화되었다.

#### - 바르트람의 정원
1728년 존 바르트람은 이 대륙 최초의 식물원 중 하나인 필라델피아에 바르트람의 정원을 세웠다. 이 정원은 현재 식물원의 원형이면서 현대적인 견본들이 많이 포함되어 있는 유적지로서 관리되고 있으며, 또한 광범위한 기록물과 복원된 농장 건물들이 있다.

#### - 식물 분류
분류가 필요한 많은 식물들은 종종 정원에 나열되었다. 그리고 이 시기에 칼 린네우스는 목록 작성 과정을 크게 촉진하는 이항 명명 체계를 확립했다. 식물의 이름은 허바리아라고 불리는 건물에 보관되어 있던 카드(호르투스 시커스 또는 건조 식물의 정원)에 장착된 건조 식물 표본에 의해 인증되었으며, 이러한 분류학 연구 기관들은 식물원과 빈번하게 연관되어 있으며, 그 중 다수는 디벨로 분류 시스템을 표시하기 위한 "주문 침대"를 가지고 있었다.정원의 박물관과 허수아비에 있는 식물학자들에 의해 페달을 밟았다. 식물원은 이제 식물학자들이 새로운 이국적인 식물에 대한 묘사를 발표하면서 과학적인 수집품이 되었고, 이것들도 뛰어난 식물 삽화에 의해 후세를 위해 상세히 기록되었다. 이 세기에 식물원은 과학적이고 미적인 우선순위를 위해 그들의 의학적 기능을 효과적으로 떨어뜨렸고, "식물원"이라는 용어는 살아있는 수집품들보다는 그곳에 수용된 헤르바륨, 도서관 (그리고 그 이후의 실험실들)과 더 밀접하게 연관되어 연구도 거의 수행되지 않았다.

### 19세기
18세기 후반과 19세기 초에는 주로 영국과 네덜란드, 인도, 동남아시아, 카리브해에서 식민지 확장의 도구로서 열대 식물원을 설립하는 것이 특징이었다. 이 시기는 또한 제임스 쿡 선장의 지구 일주와 오세아니아 탐험 동안 조셉 뱅크스 경이 식물 수집을 하던 시기였는데, 이것은 대규모로 식물 도입의 마지막 단계를 형성했다.

#### - 열대식물원
현재 약 230개의 열대 식물원이 있으며, 동남아시아와 동남아시아에 밀집되어 있다. 열대지방에 세워진 최초의 식물원은 모리셔스의 팸플무스 식물원으로, 항구를 이용하는 선박에 식량을 공급하기 위해 1735년에 설립되었으나, 후에 경제적으로 중요한 많은 식물들을 트라이어링하여 보급하였다. 이어 서인도제도(보타닉 가든스 세인트)가 뒤를 이었다. 빈센트 (1764)와 1786년 캘커타에 있는 아차리아 자가디쉬 찬드라 보세 식물원에 의해 이 도시가 네덜란드 동인도 회사의 무역 중심지였을 때 번영기에 설립되었다. 그 밖의 정원은 브라질(리우데자네이루 식물원, 1808), 스리랑카(페라데니야의 식물원, 1821년, 1371년으로 거슬러 올라가는 부지), 인도네시아(보고르 식물원, 1817년, 케분 라야 시보다스, 1852년), 싱가포르(싱가포르 식물원, 1822년)에 조성되었다. 이것들은 특히 소개된 식품과 의약품과 관련하여 각국의 경제에 심오한 영향을 끼쳤다. 싱가포르 식물원에 고무나무를 수입하면서 말레이 반도의 중요한 고무 산업이 시작되었다. 이 시기에는 차와 차가 인도에, 빵과일, 후추, 별과일이 카리브해에도 소개되었다.
이들 정원의 헌장에는 식민지 주민과 지역 주민 모두에게 경제적 잠재력을 가지고 있는 지역 동식물들에 대한 조사가 포함되어 있었다. 많은 농작물 식물들이 이러한 정원에 의해 또는 그 정원을 통해 소개되었다 – 종종 Kew나 암스테르담과 같은 유럽 식물원과 연관되어 – 정향, 차, 커피, 빵과일, 신초나, 설탕, 면, 야자유, 테오브로마 카카오 (초콜릿의 경우)를 포함했다. 이 시기에 고무공장은 싱가포르에 도입되었다. 특히 열대지방의 경우, 넓은 정원은 흔히 헤르바륨과 경제 박물관과 연관되어 있었다. 페라데니야 식물원은 남미에서 식물을 수입한 Kew로부터 파라 고무나무(헤베아 브라실리엔시스)가 소개된 실론 지역의 농업 발전에 상당한 영향을 미쳤다. 그 밖의 예로는 1732년 첼시 피리 정원에서 조지아 주까지 목화, 캘커타 보타닉 가든에서 인도까지 차가 있다. 온대 식물원과 열대 식물원 사이의 세균의 이동은 의심할 여지 없이 열대 여러 지역에서 현재 사용되고 있는 농작물의 범위에 책임이 있었다.

#### - 호주
호주 최초의 식물원은 19세기 초에 설립되었다. 1816년 시드니 왕립식물원, 1818년, 멜버른 왕립식물원, 1845년, 애들레이드 식물원, 1855년 브리즈번 식물원. 이것들은 본질적으로 경제적 식물학과 적응의 식민지 정원으로서 확립되었다. 시드니 서부 교외에 위치한 1977년 오번 식물원은 그레이트 웨스턴 시드니 지역에서 인기 있고 다양한 식물원 중 하나이다.

#### - 뉴질랜드
뉴질랜드의 주요 식물원으로는 던딘 식물원(Dunedin Botanic Gardens, 1863), 크라이스트처치 식물원(Christchurch Botanic Gardens, 1863), 웰링턴 식물원(Wellington Botanic Gardens, 1868) 등이 있다.

#### - 홍콩
홍콩 식물원(1975년 개축된 홍콩 동물, 식물원에서 1871년 이름이 바뀌었다)이 있다.

#### - 스리랑카
스리랑카 주요 식물원에는 왕립식물원인 페라데니야(1843년 정식으로 설립), 학갈라식물원(Hakgala Botanical Gardens, 1861), 헤나랏고다식물원(Henarathgoda Botanical Garden, 1876) 등이 있다.

#### - 에콰도르
자르딘 보타니코 데 쿠토(Jardín Botánico de Quito)는 파르케 라 캐롤라이나(Parque La Carolina) 안에 있는 67만m2의 공원으로, 리오 아마조나스(Río Amazonas), 데 로스 시리스(de los Shyris), 나시오네스 우니다스(Naciones Unidas), 에로이 알파로(Eloy Alfaro), 데 라 리풀리카(de la República)와 접해 있다.
키토의 식물원은 공원, 식물원, 수목원, 온실 1만8600m2 규모로 증식할 계획이며, 그 나라의 식물을 유지하고 있다(에쿠아도르는 토착종에서 세계 17대 부국 중 하나, 이 문제에 대한 연구). 에콰도르 식물군은 17,000종의 존재를 결정한다.)

#### - 이집트
이집트에서 가장 유명한 식물원 중 하나인 오르만 정원(Orman Garden)은 카이로(Cairo)의 기자(Giza)에 위치해 있으며, 1875년에 건설되었다.

#### - 남아프리카
남아프리카에서 가장 오래된 식물원은 1851년부터 같은 장소에 위치한 더반 식물원(Durban Botanic Gardens)이다. 1913년에 설립된 Kirstenbosch 국립 식물원은 1848년까지의 부지를 가지고 있다. 스텔렌보쉬 대학 식물원은 남아프리카공화국에서 가장 오래된 대학 식물원으로, 1922년에 설립되었다.

#### - 미국
미국 최초의 식물원 바르트람의 정원(Bartram's Garden)은 1730년 필라델피아 근처에 세워졌으며, 같은 해 필라델피아 자체의 린네안 식물원(Linnaean Botalic Garden)이 설립되었다. 조지 워싱턴 대통령, 토마스 제퍼슨, 제임스 매디슨 모두 경험 많은 농부들이 미국 C. 밖에 미국 식물원을 세울 수 있는 길을 터주는 미국인들의 복지에 기여하기 위해 전 세계 식물의 수집, 보존, 연구를 위한 국가 식물원의 꿈을 공유했다.1820년 워싱턴 DC의 아피톨. 1859년에 미주리 식물원이 세인트루이스에 세워졌다. 미주리 식물원은 현재 열대 식물을 전문으로 하는 세계 최고의 정원 중 하나이다. 이곳은 롱우드 가든(1798), 아놀드 수목원(1872), 뉴욕 식물원(1891), 헌팅턴 식물원(1906), 브루클린 식물원(1910), 국제 평화 정원(1932), 페어차일드 열대 식물원(1938) 등 미국의 인기 정원 중 하나였다.

#### - 러시아
러시아는 다른 어느 나라보다 식물원을 많이 가지고 있다. 더 잘 알려진 정원은 모스크바 대학 식물원(Moscow University Botanic Garden, 1706), 상트페테르부르크 식물원(Saint Petersburg Botanical Garden, 1714), 그리고 모스크바 식물원(Moscow Botanical Garden of Academy of Sciences, 1945)이다. 이 정원들은 조각품, 정자, 밴드 스탠드, 기념관, 그늘집, 찻집 등을 포함한 건물들로 유명하다. 러시아의 작은 정원들 중, 점점 더 유명해지고 있는 것 중 하나는 Tver State University의 식물원, (1879) - 스텝 식물들의 전시회가 있는 최북단 식물원인데, Upper Volga에서는 그 종류 중 하나일 뿐이다.

#### - 우크라이나
우크라이나에는 약 30개의 식물원이 있다. 그 중에서 가장 유명한 것은 니키츠키 식물원(Nikitsky Botanical Garden, 1812), M.M. 그리슈코 국립 식물원(M.M. Gryshko National Botanical Garden, 1936), A.V. 푸민 식물원(A.V. Fomin Botanical Garden, 1839) 등이 있다.

### 20세기

#### - 시립 식물원
19세기와 20세기에 많은 수의 시립 식물원이 설립되었다. 이것들은 과학적인 시설이나 프로그램을 개발하지는 않았지만, 원예적인 면은 강하고 식물들을 분류하였다. 그들의 채집방침이 일상적으로 담당한 사람들에 의해 결정되기는 했지만, 식물 채집을 쌓고 전 세계의 다른 정원과 씨앗을 교환한다는 의미에서 식물원이었다. 그들은 아름답게 정비된 공원이 되는 경향이 있었고 실제로, 종종 일반 공원 관리 하에 있었다.

#### - 공동체 참여
20세기 후반에는 점점 더 정교한 교육, 방문자 서비스, 통역 서비스가 있었다. 식물원은 많은 관심을 끌기 시작했으며, 그들의 전시물들은 이를 반영했는데, 진화, 생태학 또는 분류학을 주제로 한 식물 전시물, 매력적인 화단과 초본 국경의 원예 전시물, 세계 각지의 식물들, 대나무나 장미와 같은 식물 그룹의 특별한 수집품, 그리고 그 밖의 열대식물, 고산식물, 선인장, 난초, 전통 약초, 약용식물 등이 전시되었다.
정부의 재정 지원이 줄어들면서 음악, 미술 전시회, 특별 식물 전시회, 연극, 영화 등 수익을 올리는 공공 오락물이 증가했고, 이는 "친구" 단체의 출현과 자원봉사 가이드의 사용으로 보완되었다.

#### - 식물 보존
식물 보존과 유서 깊은 역사적 풍경의 유산적 가치는 점점 더 중요시되어 다루어졌다. 전문 식물원에는 때때로 토착 식물과 토착 식물을 전시하기 위해 별도의 장소가 제공되었다.
1970년대에 정원은 식물 보존에 초점을 맞추게 되었다. 식물원 보존 사무국은 IUCN과 세계보존연맹이 1987년 전 세계 식물원의 식물 보존 노력을 조정하기 위한 목적으로 설립하였다. 식물원의 생활 소장품에서 희귀종과 멸종위기종의 데이터베이스를 유지하고 있다. 많은 정원은 유전적 변이를 보존하는 전 상황 보존 컬렉션을 보유하고 있다. 이것들은 낮은 온도에서 건조되어 저장되거나 조직 배양액(예: Kew Millennium Seedbank), 특별한 원예, 역사적 또는 과학적 관심사를 가진 식물(예: 영국의 NCCPG)을 포함한 살아있는 식물 또는 자연 식물의 영역을 관리하고 보존함으로써 보관될 수 있다. 소장품은 원래 서식지에 대한 재도입을 목적으로 개최하고 경작하는 경우가 많다. 미주리주 세인트루이스의 식물보존센터는 북미 원주민 종의 보존을 조정한다.

## 역할 및 기능
식물원의 많은 기능들은 이미 위의 절들에서 논의되어 왔으며, 이 절에서는 연구, 교육, 보존에 중점을 두고 식물원의 과학적 기초를 강조한다. 그러나, 다면적인 조직으로서, 모든 사이트는 그들만의 특별한 이익을 가지고 있다. 식물원의 역할에 관한 주목할 만한 논문에서 멜버른 왕립식물원의 소장 페르디난드 뮬러(1825–1896)는 "모든 경우에 (식물원의) 물체는 주로 과학적이고 대부분 교훈적이어야 한다"고 말했다. 이어 그는 유럽 정원이 전성기였던 19세기 중반 세계 식물원이 추구하고 있는 목표의 많은 부분을 상세히 설명했다. 이 중 상당수는 당시 식물원의 활동 범위와 공원이나 그가 "공중유락원"이라고 부르는 것과 다른 방법을 알기 위해 아래에 열거되어 있다.
- 과학적 연구를 위한 식물의 이용가능성
- 식물의 형태와 용도에 있어서의 다양성 표시
- 특정 지역(현지 포함)의 식물 표시
- 때때로 그들의 특정한 가족 내에서 자라는 식물들
- 씨앗이나 희귀한 것을 얻기 위해 재배한 식물
- 주요 목재(미국식 영어:목재) 나무
- 경제적 의의가 있는 식물.
- 기후가 다른 유리집 식물
- 정확하게 라벨을 붙인 모든 식물들
- 식물과 그 성능에 대한 기록
- 정기적으로 발행되는 보유 목록
- 생활 컬렉션을 활용한 연구 시설
- 식물 분류학 연구
- 식물의 종류가 다른 예.
- 학생 교육
- 암초.
- 상거래에 장식 및 기타 식물의 선정과 소개.
- 식물 화학 연구(생화학)
- 식물이 가축에 미치는 영향에 대해 보고
- 적어도 한 명의 수집가가 현장 작업을 유지

식물원은 평화와 은둔의 필요성 사이에서 절충점을 찾으면서 동시에 쓰레기, 소음, 과잉활동을 가져오는 식당, 정보센터, 영업지역 등을 포함하는 정보와 방문자 서비스에 대한 대중의 요구를 만족시켜야 한다. 매력적인 조경과 식재 디자인은 때때로 과학적인 관심사와 경쟁한다. 과학은 현재 종종 2위를 차지하고 있다. 일부 정원은 현재 새로운 전시물과 모범적인 환경 관리에 대한 지속적인 수요의 대상이 되는 유산 풍경이다.
현재 많은 정원에는 이식에 적합한 꽃, 허브, 식물 묘목을 파는 식물 가게들이 있다; UBC 식물원, 식물 연구 센터, 시카고 식물원 같은 많은 식물들은 식물 재배 프로그램을 가지고 있고 원예 무역에 새로운 식물들을 소개하고 있다.

## 미래
세계에서 가장 큰 정원인 오만(Oman)의 식물원과 같은 곳은 여전히 지어지고 있다. 완공되면 거대한 유리집에 최초의 대규모 구름숲이 들어선다. 최근 몇 년간 중국의 식물원 발전은 주목할 만한 것으로, 광저우에 있는 열대경제식물원의 하이난 식물원, 열대식물원의 시샹바나 식물원, 그러나 선진국에서는 피나 부족 때문에 문을 닫은 식물원이 많다. 대학 부속 식물원의 경우 특히 그렇다.
식물원은 항상 그날의 흥미와 가치에 대응해 왔다. 식물원에 관한 초기 문헌에서 하나의 기능이 선택된다면, 그것은 그들의 과학적 노력과, 이것으로부터, 그들의 교육적 가치에 기인할 것이다. 식물원은 형성기에 의사나 식물학자를 위한 정원이었지만, 점차적으로 장식 원예와 일반 대중들의 요구에 더 많이 연관되게 되었다. 식물원의 과학적인 명성은 이제 살아있는 수집품이 아니라 그 목장과 비슷한 시설에서 나온 출판물로 평가된다. 경제공장에 대한 관심은 이제 목적적합성이 떨어지고, 식물분류체계에 대한 우려는 거의 사라진 반면 호기심 많고 아름답고 새로운 것에 대한 매력은 줄어들 것 같지 않다.
근래에는 인간의 과잉 인구와 그에 따른 생물학적, 물리적 자원의 필요성으로부터 지구 생태계에 대한 위협의 인식을 조성하는 데 초점을 맞추고 있다. 식물원은 식물과학 세계와 일반 대중들 사이의 의사소통을 위한 훌륭한 매개체를 제공한다. 교육 프로그램은 보존과 지속 가능성과 같은 아이디어의 의미와 중요성을 이해함으로써 대중들이 더 큰 환경 인식을 발전시키는데 도움을 줄 수 있다.